# 大阪府立南大阪高等職業技術専門校
大阪府立南大阪高等職業技術専門校（おおさかふりつ みなみおおさか こうとうしょくぎょうぎじゅつせんもんこう）は、大阪府和泉市の『テクノステージ和泉』にある職業能力開発促進法に基づく職業能力開発校である。公立の職業訓練施設としては東洋屈指の最新鋭設備を有しており、非常に特色ある訓練科目を展開している。

## 概要
大阪府が平成29年3月に策定した大阪産業人材育成計画によれば、同校はものづくり分野等の人材育成を行う府立高等職業技術専門校の中で「ものづくりを支えるサービスエンジニアの育成拠点」として製品や設備の維持管理と、ものづくりの高付加価値化等をサポートするサービスエンジニアを育成することを目的としている。
同校では新規学卒者や離転職者等の求職者に向けて、充実した施設・設備と経験豊富なスタッフによるサポートによって、初心者でも将来エンジニアとして活躍できる知識とスキルを磨くことができるような職業訓練を実施している。それぞれの訓練科目では理数系が苦手な訓練生でも学べるよう、基礎的な理論の習得からはじまり、あわせて実践的な技術が身につくよう体系的かつ段階的なカリキュラムが用意されている。
就職面については、ハローワークや地域の企業と連携し、校独自の求人とあわせてさまざまな就職支援を行っている。それぞれ専門の職業訓練に加えて就職活動に必要な基本的な事項について理解を深めるセミナーを開催するとともに、あいさつの仕方、名刺交換の方法などビジネスマナーを学ぶための講座を実施している。こうした多くの就職サポートなどによって、各訓練科目では就職率がほぼ100％となっている。
費用面については、府立高等職業技術専門校条例に基づき、入校料が5,650円、授業料が年間118,800円となっている。加えて、教科書・作業服・工具代として、各訓練科目によって異なるが26,000円～140,000円が別途必要となる。
ハローワークの受講指示を受けて入校した訓練生は、雇用保険の延長給付が支給されるなどの援護措置が適用される場合がある。また、雇用保険の失業給付を受給できない者で収入や所有資産など一定の要件を満たす場合、ハローワークの支援措置を受けて入校した訓練生は、職業訓練受講給付金や求職者支援資金融資を受けることができる場合がある。

## 沿革
2006年、老朽化などの理由により2003年に閉校した堺高等職業技術専門校と、2006年3月に閉校した松原高等職業技術専門校を統合して開校。

## 所在地
〒594-1144 大阪府和泉市テクノステージ2-3-5
南海泉北線・和泉中央駅前、南海バス5番乗り場より「和泉商工会議所前」行きに乗り約15分、終点「和泉商工会議所前」下車すぐ。

## 訓練科
同校では、自動車・車体整備科、電気主任技術科、情報通信科、製造化学科、Webシステム開発科、空調設備科の6つの訓練科目を設けている。

### 自動車・車体整備科
自動車整備士と車体整備士の２つの資格取得をめざす自動車エンジニアの育成を行っている。自動車整備士は車検等の法定点検やエンジン不調等の故障を修理し、また、車体整備士はヘコミやキズなど自動車の外装を板金、塗装によって復元する資格である。日本には車検制度があり、自動車が公道を走っている限り必要とされる職種である。
- 定員：30名
- 訓練期間：2年
- 入校要件：18歳以上44歳以下の求職者

### 電気主任技術科
主に第三種電気主任技術者の資格取得をめざす電気設備を取り扱うエンジニアの育成を行っている。電気主任技術者は高圧電気の保全・保守や運用などの監督者として、建物ごとに選任しなければならないことが法令で義務づけられている。この業務は法令で定められているため、景気に左右されない職種である。なお、電気主任技術科は全国の職業訓練施設で唯一設けられている訓練科目である。
- 定員：30名
- 訓練期間：2年
- 入校要件：18歳以上の求職者

### 情報通信科
CCENT・CCNAや第二種電気工事士などの資格取得をめざすネットワークエンジニアの育成を行っている。ネットワークエンジニアはインターネット、携帯電話、企業で使われるネットワークシステム等の構築や保守・運用を行う仕事である。情報通信ネットワークは、電気、ガス、水道とならび今や現代の重要なライフラインであり、AIやIoTの普及により、さらに業界の発展が期待される職種である。
なお、同科では次世代を切り拓く最先端のソフトとハードが学べるよう、令和２年度に訓練機器として「プライベートクラウドシステム機器」を新たに導入している。
- 定員：30名
- 訓練期間：1年
- 入校要件：18歳以上34歳以下の求職者

### 製造化学科
毒物劇物取扱責任者や品質管理検定（2級）などの資格取得をめざす化学系エンジニアの育成を行っている。化学系エンジニアは「化学工業」においてさまざまな化学反応を利用して製品の製造や成分の分析を行っている。化学製品の安全性と品質管理に貢献できる技術の取得によって、より一層活躍の場が広がるものと期待される職種である。なお、同科は西日本の職業訓練施設で唯一設けられている化学系の訓練科目である。
令和３年４月より「製造化学科」は「化学ビジネス科」へリニューアルし、化学物質の取扱技術や測定技術など現代社会が求める「化学の力」の習得に加え、新たに、働く者にとって必須のワープロや表計算等の「ＰＣスキル」や「ビジネスマナー」に関連する資格取得を訓練に取り入れることとなった。将来、化学系企業において技術部門から事務及び営業・販売部門まで幅広く活躍できる人材の育成をめざしている。
また、リニューアルによって、乙種危険物取扱者（第１・３・４・５類）、ビジネス実務マナー検定（２級）、日本語ワープロ検定試験、情報処理技能検定試験の資格取得をめざすこととなる。
現在、大阪府域の化学系企業は全国トップクラスの事業所数及び従業員数を誇っており、加えて、食品、化粧品、薬品など多くの製品には、原材料の選定から製造・品質管理に至るまで最新の「化学の力」が活かされている。こうした状況から「化学ビジネス科」を修了する者にとって、府域への求職活動はより優位になるものと期待されている。
- 定員：30名
- 訓練期間：1年
- 入校要件：18歳以上の求職者

### Webシステム開発科
基本情報技術者やITパスポート試験などの資格取得をめざすプログラマの育成を行っている。本科が育成するプログラマはネットショップのようなWebシステム、売上管理や生産管理などの業務システムや、スマホアプリを構築するためのプログラムを作成する仕事である。現在、プログラマは大変な人材不足で、今後も不足すると予想されている職種である。
- 定員：30名
- 訓練期間：1年
- 入校要件：18歳以上34歳以下の求職者

### 空調設備科
第三種冷凍機械責任者や二級ボイラー技士などの資格取得をめざす空調・冷凍機器類を取り扱うエンジニアの育成を行っている。空調・冷凍機器類は今や現代の生活必需品となっており、こうした機器類は単に据え付け時だけでなく、その後もメンテナンスから取り外しまで行うには専門的な技術と知識が継続して必要とされ、省エネ対策技術の普及などとあわせて将来性が期待できる職種である。
- 定員：30名
- 訓練期間：1年
- 入校要件：18歳以上の求職者